# WASP-44 b
WASP-44 b est une exoplanète orbitant autour de l'étoile WASP-44, elle a été découverte en 2011 par la méthode des transits.